# 清涼文益
清涼文益（せいりょう もんえき）は、唐代から五代十国時代にかけて活動した僧匠である。法眼宗開祖。法眼文益（ほうげんもんえき）とも。

## 人物
光啓元年（885年）、杭州余杭県にて誕生する。俗姓は魯氏。大順2年（891年）新定智通院で出家し、越州開元寺で具足戒を受けた。その後行脚を初めて長慶慧稜に参禅し、湖湘へ向かおうとした途中に地蔵院で羅漢桂琛の許で頓悟した。このときの問答は地蔵親切として従容録第20則に収められている。撫州崇寿院、金陵法恩院を経て清涼院に住し、浄慧禅師と尊称された。
顕徳5年閏7月5日（958年8月22日）、沐浴の後坐脱した。その塔を無相塔という。大法眼禅師と諡号が贈られ、後に大知蔵大導師の号が重ねて贈られた。法嗣は天台徳韶・永明道潜や清涼泰欽ら多数。著作は『宗門十規論』等、語録に『法眼文益禅師語録』がある。

## 文益書字
五灯会元に収められている逸話で、ある僧が壁、窓ならびに門に心の字を書いたところ、清涼文益は壁には壁、門には門、窓には窓の字を書いてその境涯を示したという逸話がある。

## 伝記
- 土屋太祐『法眼　唐代禅宗の変容と終焉』「唐代の禅僧12」臨川書店、2024年